# Christoph von Dohna (1583–1637)

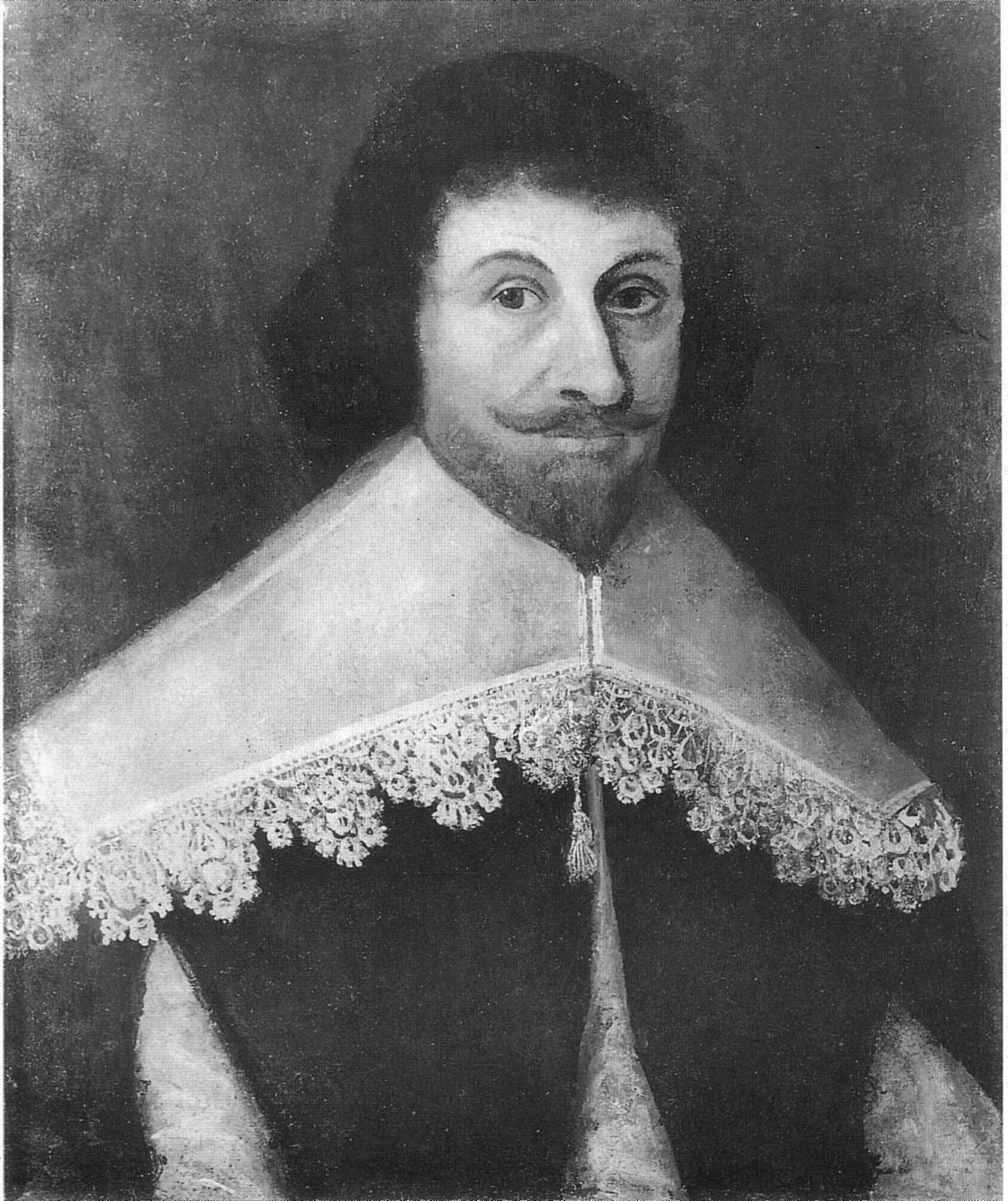
Christoph zu Dohna-Carwinden (1583–1637)

Burggraf Christoph von Dohna (* 27. Juni 1583 in Mohrungen; † 1. Juli 1637 in Orange) war ein deutscher Politiker und Gelehrter zur Zeit des Dreißigjährigen Krieges.

## Leben

### Herkunft
Er entstammte dem preußischen Zweig des Adelsgeschlechts der Burggrafen von Dohna. Seine Eltern waren der Herr von Dohna, Carwinden und Lauck, Achatius von Dohna (* 17. Mai 1533; † 18. Oktober 1601) und dessen Ehefrau Barbara von Wernsdorf (* 1547; † 21. Oktober 1607).

### Werdegang
Nach erstem kurzen Unterricht durch Hauslehrer begann Dohna ein etwas unstetes Leben an verschiedenen Universitäten des In- und Auslandes: Rostock (1597), Altdorf (1598), Heidelberg (1599), Siena (1601), Perugia (1602), Genf (1604) und abschließend nochmals Heidelberg (1606).
In diesem Jahr begleitete Christoph von Dohna erstmals den Fürsten Christian I. von Anhalt-Bernburg nach Paris. 1608 wurde er im Zusammenhang mit dem Streit zwischen der Republik Venedig und Papst Paul V. nach Venedig entsandt. Auch in späteren Jahren wurde er immer wieder von Fürst Christian I. mit diplomatischen Missionen betraut.
In die Fruchtbringende Gesellschaft wurde Christoph von Dohna 1619 durch Fürst Ludwig I. von Anhalt-Köthen aufgenommen. Dieser verlieh ihm den Gesellschaftsnamen der Heilende und die Devise von Natur und Kräften. Als Emblem wurde ihm „der Diktam mit seiner Blumen“, also der Diptam-Dost (Origanum dictamnus L.) zugedacht.
Auf Empfehlung Christians I. von Anhalt avancierte Christoph von Dohna 1615 zum Rat des Kurfürsten Friedrich V. von der Pfalz, des späteren „Winterkönigs“. Unter dessen Ägide erreichte Dohna 1620 den Höhepunkt seiner Karriere, die Ernennung zum Oberstkämmerer, und heiratete als solcher am 23. März 1620 Gräfin Ursula zu Solms-Braunfels (1594–1657). Diese war die Schwester der Amalie zu Solms-Braunfels, welche als Hofdame der ins holländische Exil gegangenen „Winterkönigin“ 1625 den Prinzen Friedrich Heinrich von Oranien, Statthalter der Niederlande, kennenlernte und heiratete. Eine weitere Schwester, Louise Christina von Solms-Braunfels (1606–1669), heiratete später den einflussreichen holländischen Armeechef Johann Wolfart van Brederode.
Nach der desaströsen Entwicklung der Politik des Winterkönigs evakuierte Christoph von Dohna die kurfürstliche Familie nach Küstrin (jetzt Kostrzyn). Einige Zeit später brachte er sie nach Spandau bei Berlin und verhalf der Fürstin zu der ihr zustehenden Apanage. 

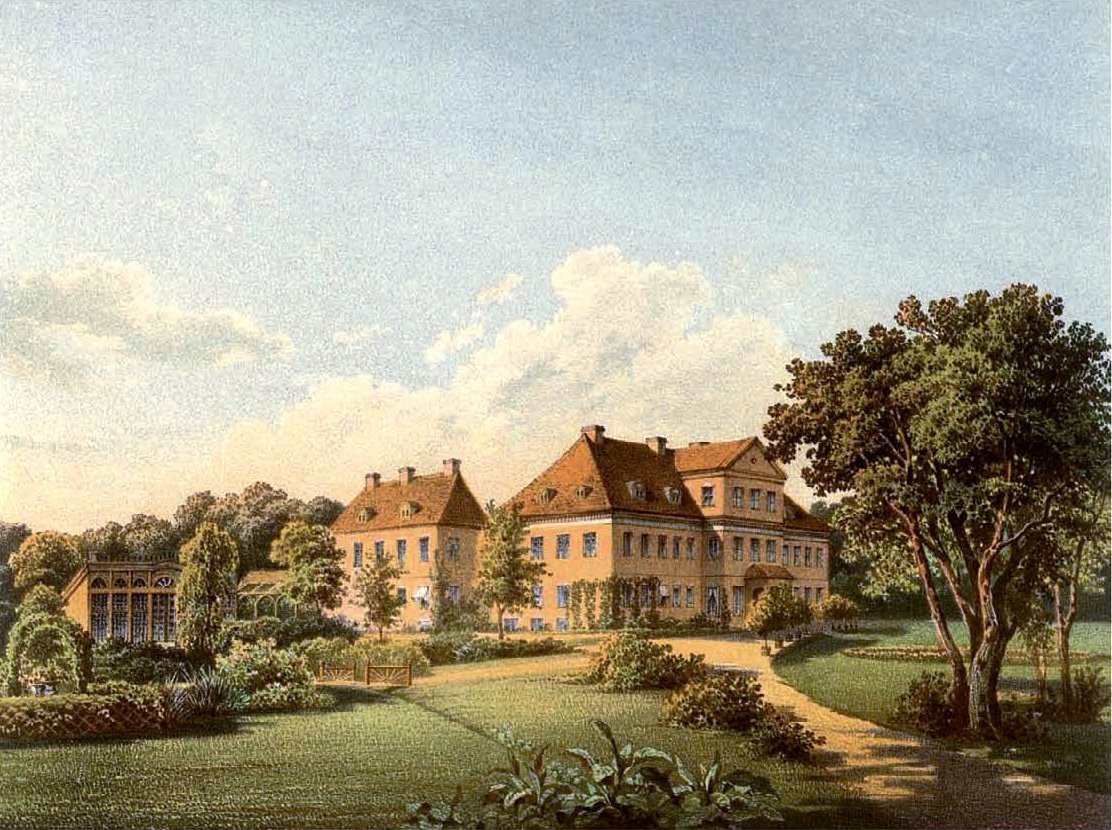
Schloss Carwinden um 1860, Sammlung Alexander Duncker

In den Jahren zwischen 1624 und 1626 weilte Christoph von Dohna als Privatier zu Hause in Carwinden. Im Schwedisch-Polnischen Krieg von dort vertrieben, ging er über Emden nach Delft. Sein Schwager, Friedrich Heinrich von Oranien setzte ihn im Oktober 1630 als Gouverneur des Fürstentums Orange ein.
Bis zu seinem Tod am 1. Juli 1637 versah er dieses Amt zur Zufriedenheit aller. Spezielle Förderung genoss das örtliche Collège, welches er immer wieder finanziell unterstützte.
Außer Übersetzungen wissenschaftlicher Werke hat Christoph von Dohna mehrere eigene Gedichte in deutscher, italienischer und lateinischer Sprache hinterlassen.

### Familie
Er heiratete am 23. März 1620 die Gräfin Ursula zu Solms-Braunfels (* 24. November 1594; † 28. August 1657), Tochter des Johann Albrecht von Solms-Braunfels, und begründete damit die vianische Linie des Adelsgeschlechts Dohna, aus der in seiner Enkelgeneration wiederum die Linien Schlobitten und Schlodien hervorgingen. Das Paar hatte mehrere Kinder:
- Friedrich, „der Jüngere“ (* 4. Februar 1621; † 27. März 1688), Seigneur de Coppet, von 1648 bin 1660 Statthalter Orange ⚭ 1656 Espérance du Puy de Montbrun-Ferrassiéres (* 1638; † 12. Juli 1690)
- Christian Albrecht (* 10. Dezember 1621; † 14. Dezember 1677), kurbrandenburgischer General ⚭ 1644 Sophie Theodore von Brederode (* 16. März 1620; † 23. September 1678)
- Heinrich, (* 3. Januar 1624; † Juni 1643), gefallen im Gefecht bei Nottingham
- Christoph Delphicus (* 4. Juni 1628; † 21. Mai 1668) ⚭ 1658 Gräfin Anna Oxenstierna (* 4. Mai 1620; † 10. August 1690)
- Elisabeth Charlotte (* 14. Februar 1625; † 18. März 1691) ⚭ 1643 Graf Otto von Limburg-Styrum (* 1620; † 27. August 1679)
- Henriette Amalie (* 26. Februar 1626; † 23. Februar 1655) ⚭ 1649 Graf Fabian (III.) zu Dohna (* 10. August 1617; † 22. November 1668), kurbrandenburgischer Staatsmann
- Catharina (* 19. März 1627; † 28. März 1697)
- Louise (* 27. Juli 1633; † 23. März 1690) ⚭ 1662 Graf Florenz Otto Heinrich von Bylandt-Rheidt (* 1638; † 3. März 1701)
- Fabian Christoph (1622–1624)
- Wilhelm Belgicus (1630–1632)
- Sophie (* 1631)
- Theodor Auriacus (1632–1642)

## Übersetzungen
- Petrus Ramus: Julius Caesar, Vom Kriegswesen. Amberg: Schönfeldt, 1614 <aus d. Latein. übers. von Christoph von Dohna>
- Abraham Scultetus: De curriculu vitae sue narratio apologetica. Emden: Petreus, 1628 <aus d. Latein. übers. von Christoph von Dohna>